# Sherri Shepherd

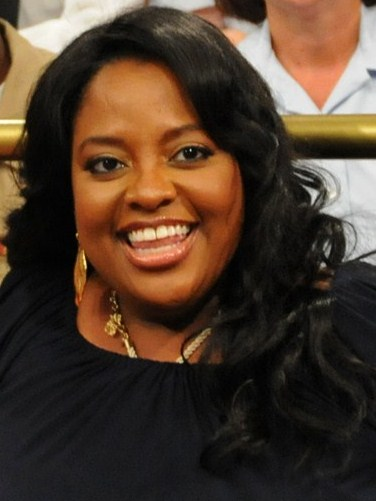
Sherri Shepherd

Sherri Evonne Shepherd (* 22. April 1967 in Chicago, Illinois) ist eine US-amerikanische Schauspielerin, Komikerin und Fernsehmoderatorin.

## Leben
Shepperd wurde in Chicago geboren und wuchs später zusammen mit ihren drei Schwestern in Hoffman Estates, einem Vorort von Chicago, auf. Sie besuchte die Winston Churchill Elementary School und die Eisenhower Junior High School, sowie die Hoffman Estates High School. 1993 starb ihre Mutter an den Folgen ihres Diabetes, und ihre Schwester war drogenabhängig. Zudem pflegte sie zu diesem Zeitpunkt einen promiskuitiven Lebensstil, der in mehrere Abtreibungen mündete.
Shepherd wurde strenggläubig als Zeugin Jehovas erzogen und wurde nach ihrem Umzug nach Los Angeles zur wiedergeborenen Christin.
Sie war von 2001 bis 2006 mit dem Schauspieler Jeff Tarpley verheiratet. Aus der Ehe ging ein gemeinsames Kind hervor. In zweiter Ehe ist sie seit dem 13. September 2011 mit dem Fernsehautoren Lamar Sally verheiratet.

## Karriere
Shepperd arbeitete zunächst als Rechtsanwaltsfachangestellte und praktizierte abends Stand-up-Comedy. Ihre erste Fernsehrolle hatte sie 1995 in der kurzlebigen Serie Cleghorne!. In der Folgezeit ging sie weiter ihrer Tätigkeit als Rechtsanwaltsfachangestellte nach und hatte Gastauftritte in verschiedenen Fernsehserien, unter anderem in Friends.
1999 erhielt sie eine Nebenrolle in der vierten und letzten Staffel von Susan. Danach hatte sie kleinere Rollen in verschiedenen Filmen und spielte von 2002 bis 2006 eine Hauptrolle in der Fernsehserie Office Girl an der Seite von Eric Roberts, Zachary Levi und Sara Rue.
Seit dem 10. September ist sie als Moderatorin der Fernsehsendung The View, die in den Vereinigten Staaten von ABC ausgestrahlt wird, tätig und ersetzte zusammen mit Whoopi Goldberg die vorher ausgeschiedenen Moderatoren Star Jones und Rosie O’Donnell.
Sheperd wurde vielfach für ihr kreationistisches Weltbild und ihre bibeltreue Auffassung der Geschichte kritisiert.
So bestätigte sie in The View am 18. September 2007, nicht an Evolution zu glauben („I don't believe in evolution. Period.“) und gab an, sich nie Gedanken gemacht zu haben, ob die Erde flach oder rund sei. Dies brachte ihr Spott ein, ebenso wie ihrer Aussagen in The View am 4. Dezember 2007, als sie in einer Debatte über Epikur behauptete, im Antiken Griechenland habe es Christen gegeben, die den Löwen vorgeworfen worden seien. Auf den Hinweis, diese Periode sei in die Zeit vor Christus einzuordnen, erwiderte Shepherd, Christus sei „zuerst gekommen“ („Jesus came first“) und sie glaube nicht, dass es vor den Christen überhaupt etwas gegeben habe.

## Filmografie (Auswahl)
- 1995: Cleghorne! (Fernsehserie, 12 Episoden)
- 1997–2000: Susan (Fernsehserie, 23 Episoden)
- 2000: King of the Open Mic’s
- 2002–2006: Office Girl (Fernsehserie, 80 Episoden)
- 2004: Pauly Shore is Dead
- 2004: Final Call – Wenn er auflegt, muss sie sterben (Cellular)
- 2004–2006: Brandy & Mr. Whiskers (Fernsehserie, 23 Episoden, Stimme)
- 2005: Beauty Shop
- 2005: Guess Who – Meine Tochter kriegst du nicht! (Guess Who)
- seit 2007: 30 Rock (Fernsehserie, 11 Episoden)
- 2007: Who’s Your Caddy?
- 2008: Madagascar 2 (Madagascar: Escape 2 Africa)
- 2009: Precious – Das Leben ist kostbar (Precious: Based on the Novel Push by Sapphire)
- 2011: Big Mama’s Haus – Die doppelte Portion (Big Mommas: Like Father, Like Son)
- 2011: Hot in Cleveland (Fernsehserie, 3 Episoden)
- 2012: Denk wie ein Mann (Think Like a Man)
- 2012: Einmal ist keinmal (One for the Money)
- 2013: How I Met Your Mother (Fernsehserie, 8 Episoden)
- 2015–2018: K.C. Undercover  (Fernsehserie, 8 Episoden)
- 2016: Ride Along: Next Level Miami (Ride Along 2)
- 2019–2021: Mr. Iglesias (Fernsehserie, 22 Episoden)
- 2019: Rick and Morty (Fernsehserie, 2 Episoden, Stimme)
- 2019: The Masked Singer (Fernsehsendung, Teilnehmerin Staffel 2, 11. Platz)
- 2019: Laufen. Reiten. Rodeo. (Walk. Ride. Rodeo.)
- 2021: Call Your Mother (Fernsehserie, 9 Episoden)
- 2021: A Week Away
- 2021–2024: The Sex Lives of College Girls (Fernsehserie, 7 Episoden)
- 2022: The Way Out
- 2025: Straw

## Auszeichnungen
Shepperd wurde unter anderem 2008 und 2009 für einen Emmy für ihre Moderation in der Fernsehsendung The View nominiert.